# Cent-Suisses
Pour les articles homonymes, voir Suisse (homonymie).

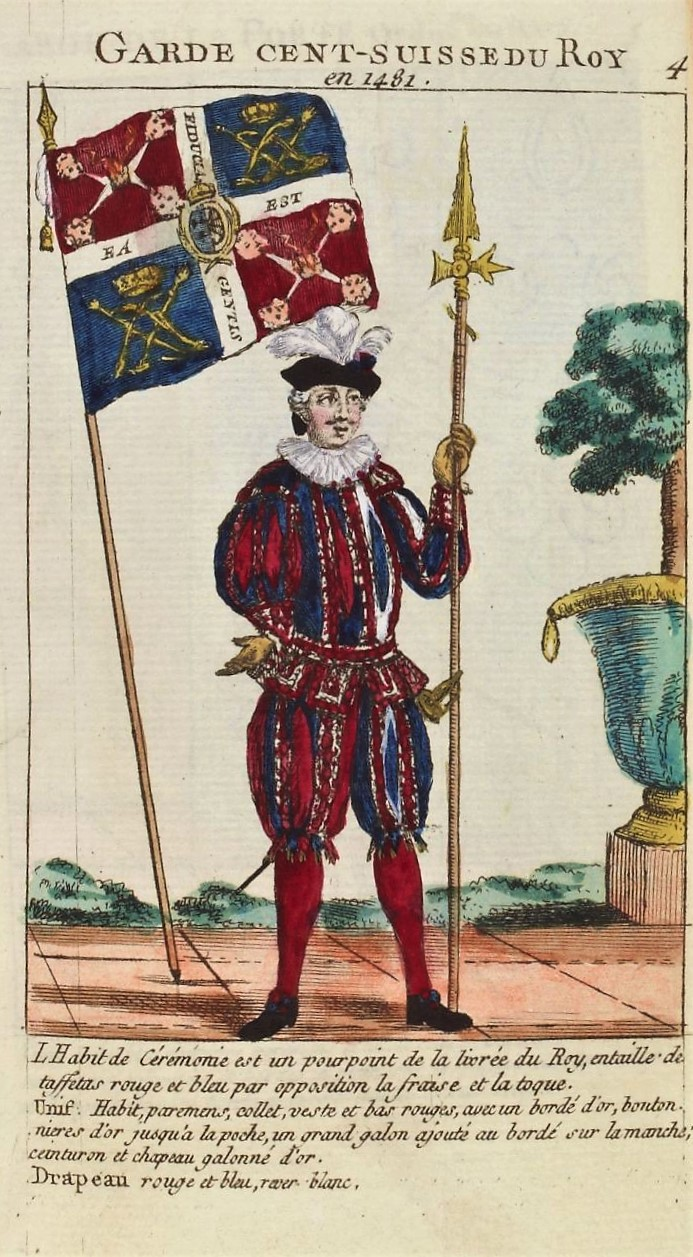
Habit de cérémonie des Cent-Suisses au XVe siècle.

Epoque de Louis XIII.

Les Cent-Suisses sont une compagnie d'infanterie d'élite composée de mercenaires suisses au service du roi de France de 1471 à 1792 et de 1814 à 1830. Par analogie on parle également de Cent-Suisses pour désigner d'autres corps de mercenaires suisses.

## Histoire
Cette unité militaire est instituée en 1471 par Louis XI et portait alors la hallebarde. À l'origine, cette compagnie comprenait cent hommes, tous de nationalité suisse, sélectionnés pour leur grande taille. Lorsque les armes de l'époque évoluèrent, avec notamment l'apparition des armes à feu, ses membres furent divisés entre piquiers et arquebusiers.  

Lorsque les mercenaires suisses apprennent que le roi Charles VIII prépare une expédition contre Naples, ils se précipitent en masse pour être recrutés. À la fin de l'année 1494, ils sont présents par milliers à Rome, de passage, avec l'armée française qui occupera Naples au mois de février suivant. En 1495, le roi a sa vie sauvée grâce à la fermeté inébranlable de ses fantassins suisses. Charles VIII a l'ambition d'avoir une garde nombreuse, mais malgré leurs beaux habillements et leurs enseignes peintes à l’or fin, les Cent-Suisses sont surtout là pour gagner les batailles. Ils sont hallebardiers, archers, arbalétriers, se servent de mousquetons et montent, protègent le roi et la famille royale. 

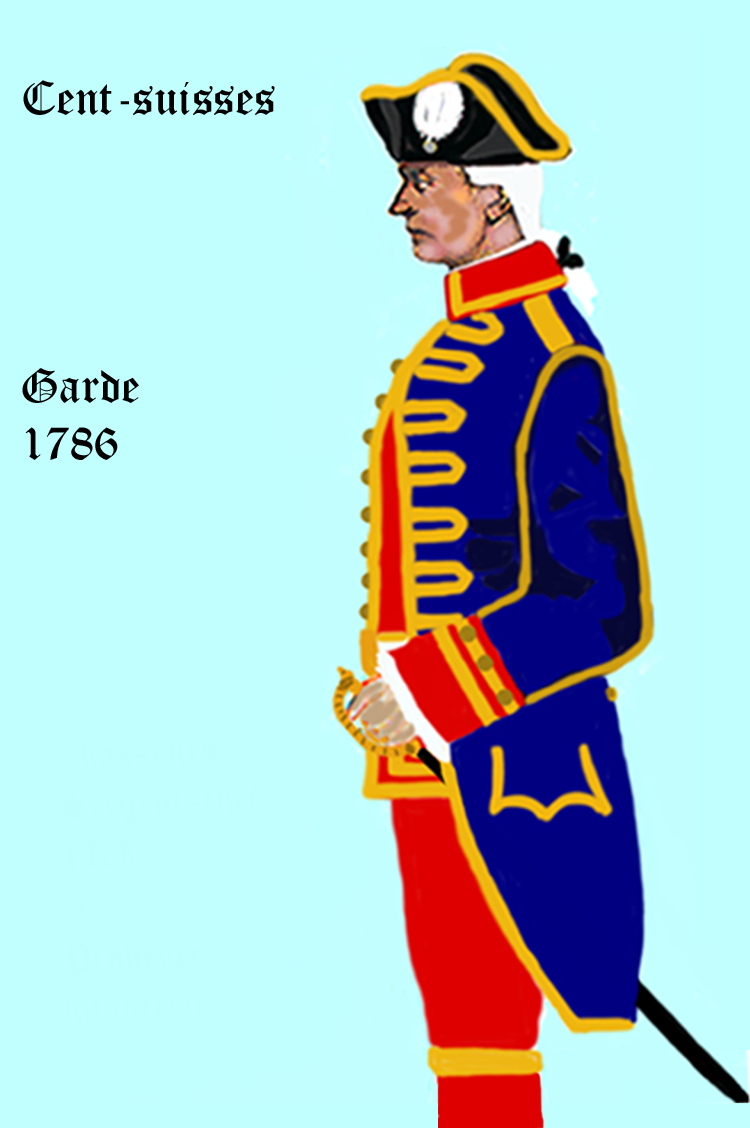
Garde - service au cour - 1786.

Louis de Menthon en est le premier commandant en 1496, avec le titre de capitaine surintendant. Il faisait partie de la maison militaire du roi. 
Le corps est supprimé le 12 mai 1792 par l'Assemblée nationale, rétabli au printemps 1814 avec le reste de la Maison du Roi par Louis XVIII, maintenu à la Seconde Restauration en 1815 et subsiste jusqu'en 1830, licencié en juillet.

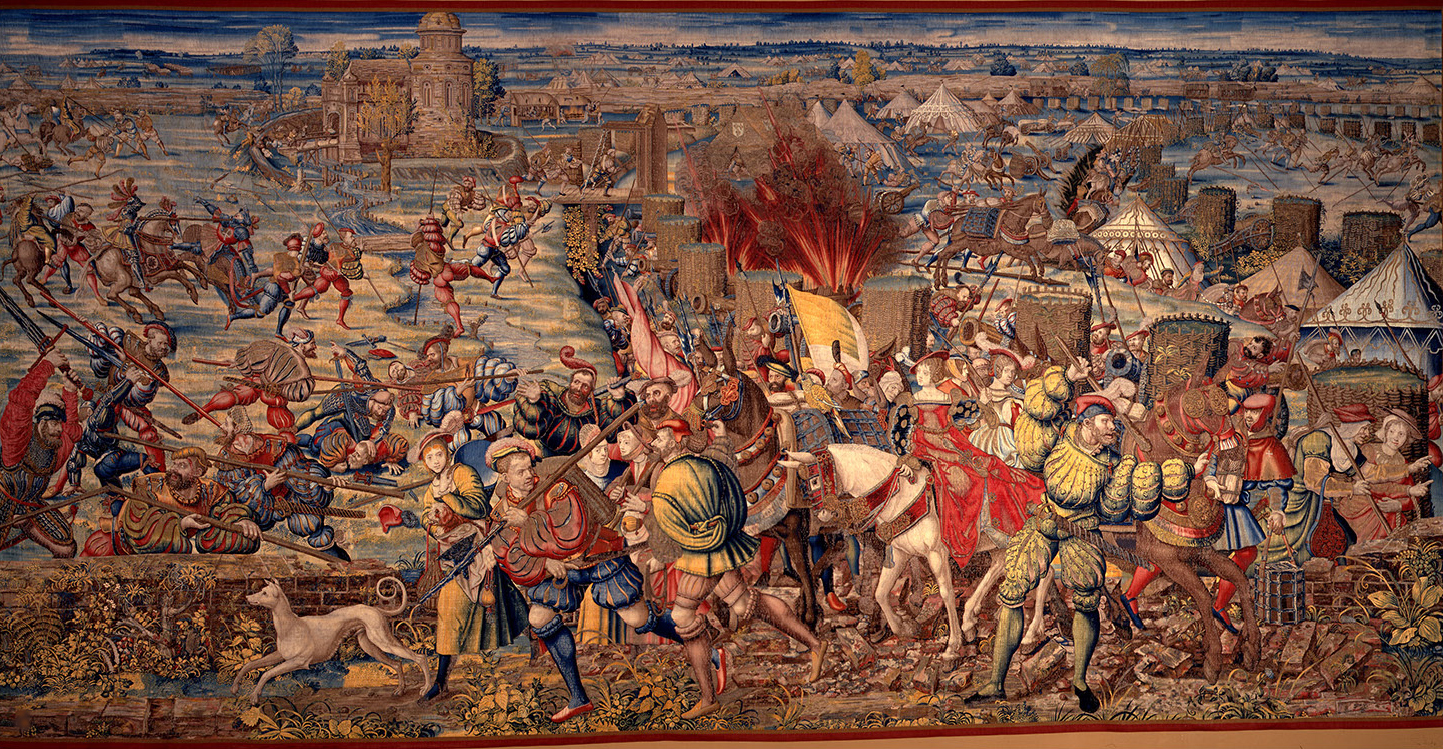
Lors de la bataille de Pavie (1525) les Cent-Suisses sont décimés.

Les Cent-Suisses servirent de modèle à la création en 1579 d'une unité comparable au service de la Savoie puis du royaume de Piémont-Sardaigne, dissoute en 1798. On trouvait encore des Cent-Suisses en Toscane, en Autriche (1745), ou en Brandebourg (1696-1713). La Garde suisse pontificale, créée en 1506, fait partie de cette tradition.

## Devise
La devise inscrite sur la croix blanche est : Ea est fiducia gentis (« Telle est la fidélité de cette Nation »).

## Organisation

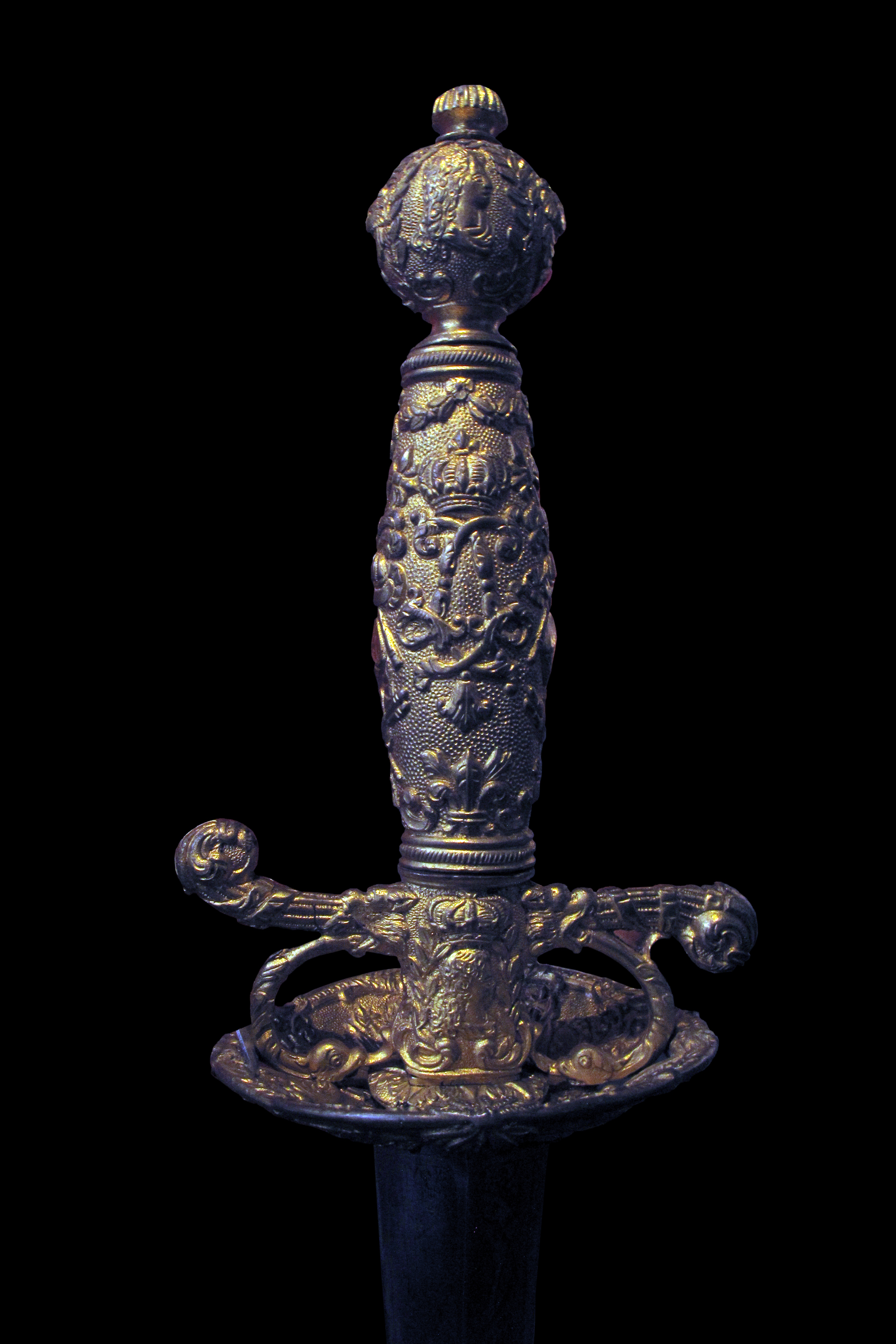
Épée de l'uniforme de cérémonie des Cent-Suisses, vers 1700-1725 (Musée de l'Armée).

La garde était commandée par un capitaine suisse avec deux lieutenants sous ses ordres (un Suisse et un Français). Lors du sacre, le capitaine et ses officiers étaient vêtus de satin blanc avec de la toile d'argent dans les entaillures, les soldats portaient des casques de velours. La milice jouissait des mêmes privilèges que les sujets nés dans le royaume, dont l'exemption d'imposition pour le garde et sa famille, même en cas de décès. Ils avaient le droit d'être jugés selon la jurisprudence de leur pays d'origine et la Maison du Roi comportait donc un tribunal des Cent-Suisses.
Lors des parades, la milice avec 100 hommes se présentait comme suit : 
- le capitaine
- les deux lieutenants
- le premier sergent
- quatre trabans (hallebardiers) pour la défense du capitaine
- les caporaux
- les anspessades (grade inférieur au caporal)
- les tambours
- les mousquetaires
- deux trabans pour la défense de l'enseigne
- deux tambours
- l'enseigne
- les piquiers
- les mousquetaires de la seconde marche
- les sous-lieutenants à la fin de la compagnie
- des sergents sur les côtés

### Colonels générauxdes Cent-Suisses et Grisons

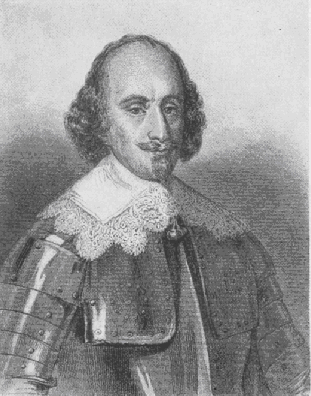
Henri II de Rohan

- 15?? - 1571 : Claude de Clermont, baron de Dampierre, gouverneur d'Ardres
- 1568 - 1596 : Henri Ier de Montmorency, maréchal de France
- 1596 - 1605 : Nicolas de Harlay sieur de Sancy, surintendant des finances
- 1605 - 1614 : Henri II de Rohan
- 1614 - 1632 : François de Bassompierre, maréchal de France
- 1632 - 1642 : César du Cambout (1613-1641), marquis de Coislin, comte de Crécy, neveu de Richelieu, père de Pierre IV du Cambout de Coislin
- 1642 - 1643 : Edme de La Châtre († 1645), comte de Nançay
- 1643 - 1647 : François de Bassompierre, maréchal de France
- 1647 - 1656 : Charles de Schomberg, maréchal de France
- 1657 - 1673 : Eugène-Maurice de Savoie-Carignan, comte de Soissons
- 1674 - 1710 : Louis Auguste de Bourbon, duc du Maine
- 1710 - 1755 : Louis Auguste de Bourbon (1700-1755), prince de Dombes
- 1755 - 1762 : Louis Charles de Bourbon (1701-1775), comte d'Eu
- 1762 - 1771 : Étienne François de Choiseul-Stainville, duc de Choiseul
- 1771 - 1790 : Charles, comte d'Artois, frère du roi Louis XVI

### Capitaines
Les capitaines étaient les commandants effectifs du corps :
- 1655 - 1688 : François-René Crespin du Bec, marquis de Vardes
- 1688 - 1692 : Jean-Baptiste de Cassagnet, marquis de Tilladet
- 1692 - 1716 : Michel-François Le Tellier, marquis de Courtanvaux
- 1716 - 1719 : François-Macé Le Tellier, marquis de Louvois
- 1719 - 1754 : François-César Le Tellier, marquis de Courtenvaux
- 1754 - 1764 : Charles-François-César Le Tellier, marquis de Montmirail
- 1764 - 1792 : Louis Hercule Timoléon de Cossé-Brissac, duc de Brissac
- 1792 - 1814 : Corps supprimé
- 1814 - 1830 : Casimir de Rochechouart de Mortemart, duc de Mortemart

### Médecins
- v.1730 - 1751 - Jacques Bouez de Cigogne[12]
- 1772-1792 : André-Pierre Pinson (1746-1828), chirurgien[13]

## Privilèges, et autres droits
- Exemption des droits de gros huitième pour treize privilégiés de la compagnie[14].

## Hommage

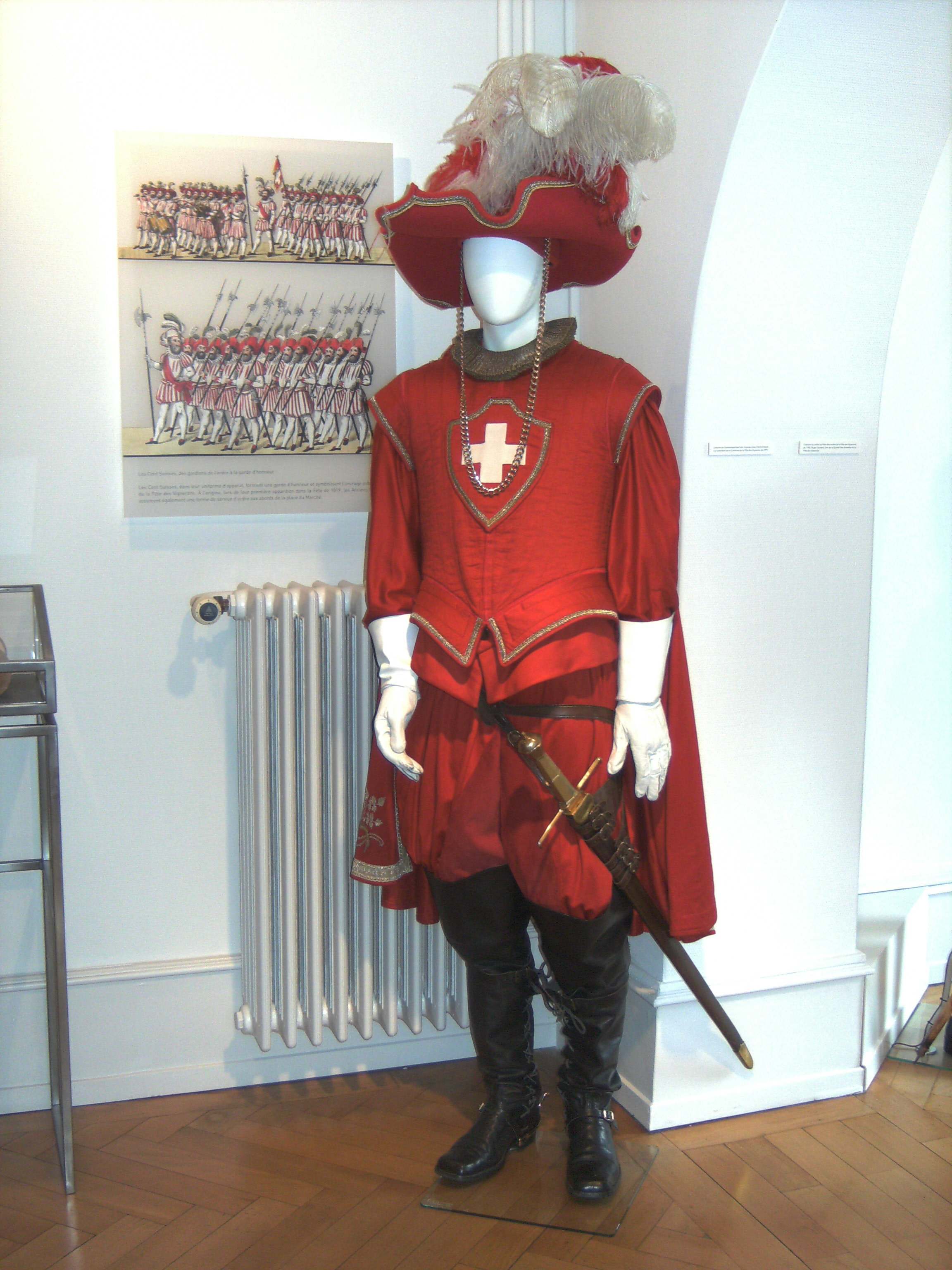
Costume du commandant des Cent-Suisses à la Fête des Vignerons de 1999.

Depuis 1819, il est fait mémoire de cette institution dans l'organisation de la Fête des Vignerons de Vevey. Une troupe de figurants costumés en « Anciens-Suisses » (1819), en référence aux premiers soldats confédérés, puis en « Cent-Suisses » (dès 1865) en référence aux soldats du service étranger, est intégrée à chaque édition de cette manifestation, inscrite au Patrimoine culturel immatériel de l'UNESCO et qui n'a lieu qu'une fois par génération. Pour la célébration de 2019 le concepteur de la fête, Daniele Finzi Pasca a imaginé une troupe complémentaire les « Cent pour Cent » formée de cent hommes et cent femmes, équipés du même type d'uniforme, mais sans armes.
Il existe une Marche des Cent-Suisses composée par Charles-Henri Bovet (1943-1992).